# Buriz (Guitiriz)
Buriz (llamada oficialmente San Pedro do Buriz) es una parroquia y una aldea española del municipio de Guitiriz, en la provincia de Lugo, Galicia.

## Otras denominaciones
La parroquia también es conocida por el nombre de San Pedro de Buriz.

## Organización territorial
La parroquia está formada por treinta y dos entidades de población, constando treinta y una de ellas en el nomenclátor del Instituto Nacional de Estadística español:

### Entidades de población
Entidades de población que forman parte de la parroquia:
- Abeleira (A Abeleira)
- A Ventisca
- Buriz (O Buriz)
- Bustelo
- Campoverde
- Carelo
- Corral Vello (O Corral Vello)
- Corvite de Abaixo
- Corvite de Arriba
- Costeira (A Costeira)
- Cova (A Cova)
- Fontecribo (A Fontecribo)
- Forno (O Forno)
- Forxa (A Forxa)
- Graña (A Graña)
- Grueiro (O Grueiro)
- Lagoa (A Lagoa)
- Mezoiras (As Mezoiras)
- Pedrazón (O Pedrazón)
- Pedreira (A Pedreira)
- Penas (As Penas)
- Penediño (O Penediño)
- Penedo (O Penedo)
- Portelo (O Portelo)
- Rebordelo
- Riotorto
- San Cibrao
- Sandiño (O Sandiño)
- Vilariño (O Vilariño)
- Xestoselo
- Xiá

### Despoblado
Despoblado que forma parte de la parroquia:
- Mouteira (A Mouteira)

## Demografía

### Parroquia
| Gráfica de evolución demográfica de Buriz (parroquia) entre 2000 y 2020 |
|                                                                         |
| Datos según el nomenclátor publicado por el INE.                        |

### Aldea
| Gráfica de evolución demográfica de Buriz (aldea) entre 2000 y 2020 |
|                                                                     |
| Datos según el nomenclátor publicado por el INE.                    |